# Ukrajinski referendum o neovisnosti 1991.
Referendum o Aktu o proglašenju neovisnosti održan je u Ukrajini 1. prosinca 1991. Velika većina od 92,3 % birača glasala je za deklaraciju neovisnosti koju je donio parlament Ukrajine, Verhovna Rada, 24. kolovoza 1991. godine.

## Referendum
Referendumsko pitanje bilo je: "Podržavate li Zakon o proglašenju neovisnosti Ukrajine?" Tekst Deklaracije uključen je kao preambula pitanja. Referendum je raspisao parlament Ukrajine kako bi potvrdio Akt o neovisnosti, koji je parlament usvojio 24. kolovoza 1991. Građani Ukrajine izrazili su veliku podršku neovisnosti. Na referendumu je sudjelovalo 31.891.742 upisanih birača (ili 84,18 % biračkog tijela), a među njima je 28.804.071 (ili 92, 3 %) glasalo "za" (77 % upisanih birača).
Istog dana održani su i predsjednički izbori. Svih šest kandidata vodili su kampanju u korist glasanja "za" na referendumu o neovisnosti. Leonid Kravčuk, predsjednik parlamenta, izabran je za prvog predsjednika Ukrajine.
Od 2. prosinca 1991. nadalje, uslijedilo je globalno priznanje Ukrajine kao neovisne države od strane brojnih zemalja. Također 2. prosinca, predsjednik Ruske Sovjetske Federativne Socijalističke Republike Boris Jeljcin priznao je Ukrajinu kao neovisnu. U brzojavu čestitke koju je sovjetski predsjednik Mihail Gorbačov uputio Kravčuku ubrzo nakon referenduma, Gorbačov je izrazio svoje nade u blisku ukrajinsku suradnju i razumijevanje u "formiranju unije suverenih država".
Ukrajina je bila druga, iza Rusije, druga najmoćnija republika u Sovjetskom Savezu i ekonomski i politički, a njezino odcjepljenje okončalo je svaku realnu šansu da Gorbačov održi Sovjetski Savez na okupu. Do prosinca 1991. sve bivše sovjetske republike osim RSFSR-a i Kazaške SSR, službeno su se odcijepile od SSSR. Tjedan dana nakon što je izabran za pedsjednika, Kravčuk se pridružio Jeljcinu i bjeloruskom čelniku Stanislavu Šuškeviču u potpisivanju Belaveškog sporazuma, kojim je proglašeno da je Sovjetski Savez prestao postojati. Sovjetski Savez se službeno raspao 26. prosinca.

## Rezultati
Ukrajinski mediji masovno su se okrenuli idealu neovisnosti.
Ankete su u rujnu 1991. pokazivale 63 % podrške građana i građanki odcjepljenju, a to je poraslo na 77 % u prvom tjednu listopada 1991. pa na 88 % do sredine studenoga 1991.
55 % etničkih Rusa u Ukrajini glasalo je za neovisnost.
| Izbor                         | Glasovi    | %    |
| ----------------------------- | ---------- | ---- |
| Za                            | 28,804,071 | 92.3 |
| Protiv                        | 2,417,554  | 7.7  |
| Nevažeći/prazni glasovi       | 670,117    | –    |
| Ukupno                        | 31,891,742 | 100  |
| Registrirani birači/izlaznost | 37,885,555 | 84.2 |
| Izvor: Nohlen & Stöver        |            |      |

### Po regijama
Akt o neovisnosti podržala je većina birača u svakoj od 27 administrativnih regija Ukrajine: 24 oblasti, 1 autonomna republika i 2 posebne općine ( grad Kijev i grad Sevastopolj). Odaziv birača bio je najniži u istočnoj i južnoj Ukrajini. Postotak glasača koji su glasali za odcjepljenje u odnosu na ukupno biračko tijelo pokazuje niži postotak birača koji su podržali ukrajinsku neovisnost u oblastima Kharkiv, Lugansk, Donjeck i Odesa i na Krimu, nego u ostatku zemlje.
| Regije                  | Glasali "da" - % | Glasali "da" - % ukupnog biračkog tijela        |
| ----------------------- | ---------------- | ----------------------------------------------- |
| Krimska ASSR            | 54.19            | 37 (sa 60 % izlaznosti birača na cijelom Krimu) |
| Čerkaška oblast         | 96.03            | 87                                              |
| Černihivska oblast      | 93,74            | 85                                              |
| Černivecka oblast       | 92,78            | 81                                              |
| Dnjipropetrovska oblast | 90,36            | 74                                              |
| Donjecka oblast         | 83,90            | 64                                              |
| Harkivska oblast        | 86,33            | 65                                              |
| Hersonska oblast        | 90.13            | 75                                              |
| Hmeljnička oblast       | 96,30            | 90                                              |
| Ivano-Frankivska oblast | 98,42            | 94                                              |
| Kijevska oblast         | 95,52            | 84                                              |
| Kirovohradska oblast    | 93,88            | 83                                              |
| Lavovska oblast         | 97,46            | 93                                              |
| Luganska oblast         | 83,86            | 68                                              |
| Mikolajivska oblast     | 89,45            | 75                                              |
| Odeška oblast           | 85,38            | 64                                              |
| Poltavska oblast        | 94,93            | 87                                              |
| Rivanjska oblast        | 95,96            | 89                                              |
| Sumska oblast           | 92,61            | 82                                              |
| Ternopiljska oblast     | 98,67            | 96                                              |
| Vinička oblast          | 95,43            | 87                                              |
| Volinjska oblast        | 96,32            | 90                                              |
| Zakarpatska oblast      | 92,59            | 77                                              |
| Zaporiška oblast        | 90,66            | 73                                              |
| Žitomirska oblast       | 95.06            | 86                                              |
| Grad Kijev              | 92,87            | 75                                              |
| Grad Sevastopolj        | 57.07            | 40 (sa 60% izlaznosti birača na cijelom Krimu)  |
| Ukupno                  | 90,32            | 76                                              |